# Bibliografia sobre a Revolução de 1932
Esta é uma lista com a bibliografia sobre a Revolução constitucionalista de 1932.
- _______MANIFESTO da Frente Única do Rio Grande do Sul: assinado por Borges de Medeiros, Batista Luzardo, João Neves e Raul Pila. Buenos Aires: scp, 1933.
- ______NOSSO SÉCULO: memória fotográfica do Brasil no século 20. (Coleção) v. III. São Paulo, Abril Cultural, 1980. (pp. 38-57) (ilust.)
- ________100 ANOS de República: um retrato ilustrado da História do Brasil.(Coleção) v. IV. São Paulo: Nova Cultural, 1989. (pp. 10-17) (ilust.)
- ________,GENERAL FLORES DA CUNHA e a revolução paulista: decisão do tribunal de Honra e outros documentos. Porto Alegre: A Federação, 1933. 106p.
- _______REVOLUÇÃO DE 32: a fotografia e a política. Rio de Janeiro: MEC/FUNARTE/CPDOC, 1982. 60p. (ilust.)
- ________CINQÜENTENÁRIO da Revolução Constitucionalista de 1932. Conferências programadas pela Comissão Estadual de Moral e Civismo e Comissão dos Festejos do Cinqüentenário da Revolução Constitucionalista de 1932 e realizadas em novembro de 1981. São Paulo: Secretaria de Estado da Educação, 1982. 178p.
- ________ A campanha revolucionária de 1932: depoimentos prestados, no Rio de Janeiro às autoridades da Dictadura. (Subsidio para a História). São Paulo: Bandeirante, 1934. 212p.
- ABBUD, Kátia. O Bandeirante e o Movimento de 32: Alguma Relação? In: QUEIROZ, M. Isaura P. de. "O Imaginário em Terra Conquistada". São Paulo: Ceru, 1993.
- ABRAHÃO, Miguel M. A Escola, Rio de Janeiro, Ed. Espaço Juridico, 2007, 312 pg.
- ALBUQUERQUE, Júlio Prestes de, 1932 - Uma tentativa, Edições Arquivo do Estado, 1982.
- ALENCASTRE, Alvaro Otávio de. A revolução de 32 e seus ensinamentos militares. Rio de Janeiro: Papelaria Velho, 1933. 67p.
- ALENCASTRO, Olavo de. História da revolução de 1932. Rio de Janeiro: scp, sd.
- ALFIERI, F. J. Cesar. De Itararé às Margens do Paranapanema. São Paulo, 1935.
- ALMEIDA, Benedito Pires. A Revolução de 1932. Tietê: scp, 1970. 145p.
- ALMEIDA, Gil de (General). Homens e Fatos de uma Revolução. Rio de Janeiro, 1936.
- ALMEIDA, Guilherme de. O meu Portugal. São Paulo: Nacional, 1973. 144p.
- ALVES SOBRINHO, Rufino. São Paulo Triunfante: depoimento e subsídio para a história das revoluções de 22, 24, 30 e 32, no Brasil. São Paulo: O autor, 1932. 285p. (ilust.)
- AMARAL, Antonio Barreto do. Pedro de Toledo. Prefácio de Aureliana Leite. São Paulo: Instituto Histórico e Geográfico de São Paulo, 1969. 238p.
- AMARAL, Antonio Barreto do. Um documento inédito da Revolução Constitucionalista. São Paulo, 1974. 90p. (Separata da Rev. do Arquivo Municipal, 37(186):33-34, jan./abr.,1974)
- AMARAL, Ignacio M. Azevedo do. Ensaio sobre a revolução brasileira: 1931-34. Rio de Janeiro, 1963.
- AMARAL, Pedro Ferraz do. A Guerra Cívica de 1932. (Resumo da obra em seis volumes de Paulo Noguera Filho). São Paulo: Sociedade Veteranos de 32 - MMDC, 1982. 254p.
- AMERICANO, Jorge. São Paulo nesse Tempo (1915-1935). São Paulo: Melhoramentos, 1962. 423p.
- AMORIM, Antonio Santos. Santistas nas Barrancas do Paranapanema. Santos: Imp. Santista, 1932. 202p. (ilust.)
- ANDRADE NETTO, Manoel Candido de. 32: Bastidores da Revolução Constitucionalista. Estandarte, Rio de Janeiro, 1995. 256p.
- ANDRADE, Antonio de. 1932: Os Deuses Estavam Com Sede. Stiliano, Lorena, SP, 1997. 358p. (ilust.)
- ANDRADE, Euclides Pereira de (Epandro). Estilhaços de Granada: a revolução anedótica. São Paulo: Unitas, 1933. 212p.
- ANDRADE, Horácio de. Tudo por São Paulo. 2a ed. São Paulo: O autor, 1932. 126p.
- ANDRADE, Oswald de. Marco Zero: a revolução melancólica. 2a ed.; Rio de Janeiro: Civilização Brasileira, 1978. (romance).
- ANGIROCO, Silau. Víboras e milhafres. Rio de Janeiro, 1937.
- APOLINARIO, Eric Lucian. Inverno Escarlate - Vida e Morte nas Trincheiras do Front Leste. Editora Gregory. 2018. 300p.
- ARAUJO, Lourenço. A Coluna Gwyer no Túnel: revolução de 1932. Niterói: J. Gonçalves, 1958. 53p.
- ARAÚJO, Vivaldo J. De. História da Terra Branca e outras coisas mais. Goiânia: Kelps, 2000. 230p. (ilust.)
- ASSIS, Dilermando de (major). Vitória ou Derrota?: memórias da campanha contra São Paulo, no setor Sul, em 1932. Rio de Janeiro: Calvino Filho, 1936. 493p. (ilust.) mapas.
- ASSOCIAÇÃO COMERCIAL DE SÃO PAULO. Boletim sobre os fatos de 32. São Paulo, 1932.
- AZEVEDO, Francisco de Lacerda. Por São Paulo. São Paulo: scp, sd.
- BACCARAT, Samuel. Capacetes de Aço: a guerra no Setor Norte. São Paulo: Rev. dos Tribunais, 1932. 173p.
- BARRETO, Gabriel Menna. (capitão) Memórias de duas campanhas: 1930-1932. Rio de Janeiro: Alba, 1933. 176p.
- BARROS, Guilherme de Almeida. A Resistência do Túnel: revolução de julho de 1932. São Paulo: Piratininga, 1933. 233p. (ilust.)
- BARROS, João Alberto Lins de. Memórias de um Revolucionário. Rio de Janeiro: scp, 1954.
- BASTOS, Justino Alves (capitão). Palmo a Palmo: luta no sector sul. 3a ed. São Paulo: Paulista, 1932. 165p.
- BELMONTE, Benedito Carneiro de Bastos Barreto. Nada de Novo. Álbum. slp, scp, 1948.
- BEZERRA, Holien Gonçalves. Artimanhas da Dominação: São Paulo-1932. Tese de doutoramento, USP, 1982.
- BEZERRA, Holien Gonçalves. O Jogo do Poder: revolução paulista de 32. 2a ed. São Paulo: Moderna, 1988. (Col. Polêmica) 128p. (ilust.)
- BORGES, Vavy Pacheco. Getúlio Vargas e a Oligarquia Paulista: História de uma Esperança e Muitos Desenganos. São Paulo: Brasiliense, 1979.
- BORGES, Vavy Pacheco. Memória Paulista. Edusp, São Paulo, 1997. 239p.(ilust.)
- BORGES, Vavy Pacheco. Tenentismo e Revolução Brasileira. Brasiliense, São Paulo, 1992. 259p. (ilust.)
- BRAGA, Edgard Pimentel. A Senha: poema em memória dos heróis do túnel. São Paulo: Imp. Comercial, 1935.
- Braga, Eugênio (AGAGÊ) Libertação de São Paulo: a epopéia de 22 de maio de 1932. São Paulo, 1932.
- BRANCO, Luiza P. C. Campanha revolucionária. São Paulo: scp, 1934.
- BRASIL, José de Assis (general). Pela Ordem Constitucional. São Paulo: sd.
- BRITO, Candida de. Viva São Paulo ! Rio de Janeiro: Typ. São Benedito, 1933.
- BRITO, Luis Tenório de (coronel). Memórias de um Ajudante de Ordens. prefácio de Tito Livio Ferreira. São Paulo: Nacional, 1951. 274p.
- BRITO, Luis Tenório de (coronel). O Papel da Força Pública na Revolução de 32. São Paulo: scp, 1958.
- BRUSSOLO, Armando (Stopinsky). Basta de Mentiras: considerações em torno do livro do Cel. Herculano. São Paulo: scp, 1933. 154p.
- BRUSSOLO, Armando. (Stopinsky) Tudo pelo Brasil: diário de um reporter sobre o movimento constitucionalista. São Paulo: Paulista, 1932. 297p. (ilust.)
- CABANAS, João, Os Fariseus da Revolução. Rio de Janeiro: Freitas Bastos, 1932. 243p.
- CALMON, Pedro, O movimento constitucionalista. In: "História do Brasil". 2a ed. Rio de Janeiro: José Olympio, 1963. v. 6, cap. 37.
- CAMARGO, Aureo de Almeida. A epopéia: o batalhão "14 de julho", fotografia da guerra no setor sul, dos Itararés ao Taquaral-abaixo. São Paulo: Saraiva, 1933. 211p. (ilust.)
- CAMARGO, Aureo de Almeida. Roteiro de 32. São Paulo: scp. 1972.
- CAMPOS, Suzana de. São Paulo é o Brasil. Poemas. São Paulo, 1932.
- CAPELATO, Maria Helena. O Movimento de 1932: a causa paulista. São Paulo: Brasiliense, 1981. 89p. (Coleção Tudo é História) (ilust.)
- CARNEIRO, Glauco. História das Revoluções Brasileiras. Rio de Janeiro: O Cruzeiro, 1965. v.2 p. 396-413.
- CARNEIRO, Hermenegildo de Oliveira (general de Divisão). Vida e Morte de um Soldado da Revolução Constitucionalista. Rio de Janeiro: scp, 1980.
- CARNEIRO, Levi. Pela Nova Constituição. Rio de Janeiro: scp, 1937.
- CARNEIRO, Nelson de Souza. XXII de Agosto: movimento constitucionalista na Bahia. (prefácio de Menotti Del Picchia). São Paulo: Nacional, 1933. 212p.
- CARVALHO, Alvaro de. Nas Vésperas da Revolução. São Paulo: scp, 1932.
- CARVALHO, Florentino de (Primitivo Soares). A Guerra Civil de 1932 em São Paulo: solução imediata dos grandes problemas nacionais. São Paulo: Ariel, 1932.
- CARVALHO, Francisco Affonso de. Capacete de Aço: cenas da lucta do exército de leste no Valle do Parayba. Prefácio do General Gois Monteiro. Rio de Janeiro: Civilização Brasileira, 1933. 213p.
- CARVALHO, Hamilton Queiroz. Memórias de um voluntário de 32. Thesaurus, Brasília, 1995. 176p.
- CARVALHO, João Batista de (monsenhor). Irradiações: homenagem das senhoras santistas. São Paulo: Saraiva, 1933. 156p.
- CARVALHO, João Batista de (monsenhor). Santos na Epopéia Paulista. Discurso pronunciado no almoço de confraternização da Cruz Vermelha de Santos. Santos: scp, 1933.
- CARVALHO, João Batista de. (monsenhor). Colaboração da Igreja Católica na Revolução Constitucionalista. São Paulo: scp, 1958.
- CARVALHO, João Batista de. (monsenhor). O Clero Solidário com o Povo em 32. São Paulo: Instituto Histórico e Geográfico de São Paulo, 1957. 122p.
- CASALE, Nino. A Hora da Glória. Prefácio de Menotti Del Picchia. São Paulo: scp. 1932. 63p.
- CASASANTA, Mario. As Razões de Minas. Prefácio de Gustavo Capanema. Belo Horizonte: Imprensa Oficial do Estado, 1932. 228p.
- CASTRO, Clementino de Souza e. Cunha em 1932. São Paulo: Rev. dos Tribunais, 1935. 144p.
- CASTRO, Sertório de. A República que a Revolução Destruiu. Rio de Janeiro: scp, 1932.
- CASTRO, Sertório de. Diário de um Combatente Desarmado: a revolução de São Paulo vista e apreciada do Rio de Janeiro. São Paulo: José Olympio, 1934. 297p.
- CASTRO, Sertório de. Política és Mulher! Rio de Janeiro: scp, 1933.
- CESAR, Augusto. Como Fracassou a Revolução. São Paulo: scp, 1934.
- COARACY, Vivaldo de Vivaldi. O caso de São Paulo. São Paulo: Ferraz, 1931. 163p.
- CONCEIÇÃO, Osmar Bastos. Que Bochincho! São Paulo: scp, 1950.
- COPPOS, Odette. A Revolução Constitucionalista de 1932 (Setor Leste). Itapira: Linhasgerais, 1996. 88p. (ilust.)
- CORADI, Antenor. Epopéia: Revolução Constitucionalista de 1932. Itanhaém: s.c.p, 1980. 117p. (ilust)
- CORREIA, S. Faria. Serro Alegre: a revolução riograndense de 32. slp. scp. 1933. 94p.
- COSTA FILHO, João Mendes da. Constituição de São Paulo. Salvador: scp, 1937.
- COSTA FILHO, Miguel. Os farsantes da revolução. Rio de Janeiro: Moreira Cardoso & Coelho, 1931.
- COSTA, Emília Viotti da. 1932: imagens contraditórias. São Paulo: Arquivo do Estado, 1982. 104p.
- COSTA, José Augusto. Criminosos de duas Revoluções: 1930-1932, era revolucionária. 2a ed. São Paulo: Mundo, 1933. 156p.
- COUTINHO, Lourival. O General Góis Depõe. Rio de Janeiro: Coelho Branco, 1955. cap.5 pp.186-229.
- COUTO, Ribeiro. Espírito de São Paulo. Rio de Janeiro: Schmidt, 1932. 68p.
- CRUZ, Ademar. Verdades e Bastidores. Prefácio do general Góis Monteiro. Rio de Janeiro: Alba, 1933. 216p.
- DE PAULA, Jeziel. 1932: Imagens Construindo a História. Editora da Unicamp - Editora Unimep, Campinas/Piracicaba, 1999. 2ª edição (ilust.)
- DEBES, Célio. Júlio Prestes - 1932: uma tentativa. São Paulo: Arquivo do Estado. 1982. 87p.
- DEL PICCHIA, Menotti. A Revolução Paulista de 32: através de um testemunho do gabinete do governador. São Paulo: Revista dos Tribunais, 1932. 304p.
- DEL PICCHIA, Menotti. O despertar de São Paulo. São Paulo: scp, 1933.
- DEMÓSTENES, Maro. Carta de um Combatente. São Paulo: scp, 1934.
- DINIZ, Almacchio Gonçalves. São Paulo e sua Guerra de Secessão. Rio de Janeiro: Irmãos Pongetti, 1932.
- DONATO, Hernâni. A Revolução de 32. São Paulo: Círculo do Livro, 1982. 224p. (ilust.)
- DONATO, Mário. Madrugada sem Deus. São Paulo: scp, 1955.
- DUARTE, Paulo. Palmares pelo Avesso. São Paulo: Progresso, 1947. 422p. (Coleção Iguassu, 5).
- DUARTE, Paulo. Prisão, Exílio, Luta... Rio de Janeiro: Zélio Valverde, 1946. 295p.
- EIRAS, José Guilherme. Revolução Constitucionalista de 1932. São Paulo: M & Silva, 1934. 18p.
- ELLIS JUNIOR, Alfredo. A Nossa Guerra. São Paulo: Piratininga, 1933.
- ELLIS JUNIOR, Alfredo. Confederação ou Separação. 3a ed. São Paulo: Paulista, 1934. 285p.
- ELLIS JUNIOR, Alfredo. Madrugada sem Deus. São Paulo: scp, 1934.
- ERVEN, Silvio Van. Rebelião Paulista: efemérides sulinas. slp, scp, sd.
- Estado-Maior do Exército. História do Exército Brasileiro: perfil militar de um povo. Cap. 5 - Revolução de 1932. Brasília: Serviço Gráfico da Função IBGE, 1972. v.3. pp. 934-59. (ilust.)
- FARIA, Octávio de. Machiavel e o Brasil. Rio de Janeiro: scp, 1932.
- FERRAZ, José Ben-Hur de Escobar. A Guerra no Setor Norte. São Paulo: scp, 1933.
- FERREIRA, Waldemar. A Faculdade de Direito na Arrancada do 9 de julho. In: Revista da Faculdade de Direito-USP, 45, São Paulo, 1960.
- FERREIRA, Waldemar. Discurso de paraninfo dos bacharéis da Faculdade de Direito de São Paulo, turma de 1932. São Paulo: scp, 1938.
- FERREIRINHA, J. de Lemos. Por que Falhou a República Federativa. Rio de Janeiro: scp, 1933.
- FIGUEIRA, J.G. de Andrade. A Federação dos Voluntários de São Paulo. São Paulo: scp, 1975. 17p.
- FIGUEIREDO, Euclides de Oliveira. (coronel) Contribuição para a História da Revolução Constitucionalista de 1932. São Paulo: Martins, 1954. 324p. mapas.
- FIGUEIREDO, Lauro A. de. Ai Batuta!. São Paulo: Formosa, sd. 25p.
- FIRMEZA, Mozart. Poemas Heróicos da Revolução Paulista, ou poemas em prosa da revolução paulista. Rio de Janeiro: Coelho Branco Filho, 1933. 124p.
- FONSECA JUNIOR, A. Poemas Paulistas. São Paulo: scp, 1947.
- FONSECA, Leopoldo Nery da. Agora, eu. Rio de Janeiro: scp, 1934.
- FONTES, J. Martins. Paulistânia: poesias. São Paulo: scp, 1947.
- FORSTER, Orlando. Diário de campanha de um ex-combatente. Limeira: Sociedade Pró Memória, 1998. 104p. (ilust.)
- GALDINO, Luiz. 1932: A Guerra dos Paulistas. São Paulo: Ática, 1996. (Série O Cotidiano da História) 48p. (ilust.)
- GARCIA, Vicente T. 32 dias na Delegacia Regional de Santos. Santos: scp, sd.
- GARCÍA DE GABIOLA, Javier (2020). The Paulista War Volume 1. Warwick UK: Helion & Company. ISBN 9781912866380. https://books.google.de/books/about/Paulista_War_Volume_2.html?id=MUtjzQEACAAJ&redir_esc=y https://reviews.ipmsusa.org/review/paulista-war-volume-1-last-civil-war-brazil-1932 (English, ilust.)
- GARCÍA DE GABIOLA, Javier (2020). The Paulista War Volume 2. Warwick UK: Helion & Company. ISBN 9781913336370. (English, ilust.)
- GARCÍA DE GABIOLA, Javier (2012). "1932: Sao Paulo en armas". Historia y Vida. No. 535. Barcelona: Prisma Editorial. pp. 60–67. ISSN 0018-2354. (Español, ilust.)
- GARCÍA DE GABIOLA, Javier (2022). "La Guerra Paulista: la última guerra civil en Brasil. Aventura de la Historia. No 285. https://dialnet.unirioja.es/servlet/articulo?codigo=8798959 (Español, ilust.)
- GÓES, Eurico de. Heroínas Paulistas. São Paulo: scp, 1932.
- GOMAR, Manuel Garcia de. A Heroicidade Despertada de um Povo: drama guerreiro. São Paulo: Unitas, 1933. 310p.
- GOMES, Ângela C. Revolução e Restauração: a experiência paulista no período da constitucionalização. In: GOMES, Ângela C. et alii. "Regionalismo e Centralização Política: Partidos e Constituinte nos Anos Trinta". Rio de Janeiro: Nova Fronteira, 1980.
- GONÇALVES, A. Fernandes. Caconde na Revolução. São Paulo: scp, 1934.
- GONÇALVES, Clóvis. Carne para Canhão! o front em 1932. Rio de Janeiro: Renascença, 1933.
- GOULART, Gastão (capitão). Verdades da Revolução Paulista. slp, scp, sd. 302p.
- GOVERNO DO ESTADO DE São Paulo. São Paulo: 1932. São Paulo: Imesp - Daesp, 1982. (ilust)
- HENRIQUES, Affonso. Ascensão e Queda de Getúlio Vargas. (Volume I - O Maquiavélico) Rio de Janeiro: Record, 1966. 484p.
- HILTON, Stanley E. A Guerra Civil Brasileira: história da Revolução Constitucionalista de 1932. Rio de Janeiro: Nova Fronteira, 1982. 384p.
- HISTÓRIA DO BRASIL. (Coleção) v. III. Rio de Janeiro: Bloch Editores, 1972. (pp. 673-688) (ilust.)
- IMPERIALI, C. de. O libelo. São Paulo: scp, 1932.
- JARDIM, Renato. A Aventura de Outubro e a Invasão de São Paulo. São Paulo: Paulista, 1932. 339p.
- JARDIM, Renato. O Libelo a Sustentar. São Paulo: scp, 1933.
- JORGE, João. Diário de uma Cidade Conquistada. Amparo: scp, sd.
- JUNQUEIRA, Osvaldo Ribeiro. Regimento de Cavalaria do Rio Pardo. São Paulo: Revista dos Tribunais, 1935.
- KARAM, Elias. Um Paranaense nas Trincheiras da Lei: subsídios para a história da revolução paulista. Curitiba: A Cruzada, 1933. 303p.
- KLINGER, Bertoldo (general). Narrativas Autobiográficas. Rio de Janeiro: scp, 1949-1953. 6v.
- Klinger, Bertoldo, Euclides Figueiredo, Othelo Franco, José Lobo e Argemiro de Assis Brasil. Nós e a Dictadura: a jornada revolucionária de 1932. slp, scp, 1933. 175p.
- LEITE, Aureliano. Campinas que Vi. Campinas: Ed. São Paulo, 1961. 25p.
- LEITE, Aureliano. Causas e Objetivos da Revolução de 1932. São Paulo, 1962. (Separata da Revista de História, 25(51):141-144, jul/set. 1962).
- LEITE, Aureliano. Episódios do Exílio: Portugal e outras terras. São Paulo: Nacional, 1938. 258p.
- LEITE, Aureliano. Martírio e Glória de São Paulo: 1ª parte: antecedentes da revolução de 1932; 2ª parte: o meu diário. São Paulo: Rev. dos Tribunais, 1934. 372p.
- LEITE, Aureliano. Memórias de um Revolucionário. slp, scp. 1931. 262p.
- LEITE, Licurgo. Causas da Revolução. Rio de Janeiro: scp, 1934.
- LESSA, Orígenes Themudo. Ilha Grande: do jornal de um prisioneiro de guerra. São Paulo: Nacional, 1933. 198p.
- LESSA, Orígenes Themudo. Não há de ser Nada... notas de um repórter entre os "voluntários de Piratininga". São Paulo: Nacional, 1932. 164p.
- LEVY, Herbert Victor. A Coluna Romão Gomes. São Paulo: Saraiva, 1933. 210p.
- LEVY, Herbert Victor. Rumos a Trilhar. São Paulo: scp, 1936.
- LEVY, Herbert Victor. Viver é Lutar. Saraiva, São Paulo, 1990. 286p.
- LIGA DAS SENHORAS CATÓLICAS. Relatório da Administração 1932/1933. São Paulo: Rev. dos Tribunais, 1933. 135p.
- LIMA, Waldomiro. (general). Sobre a Revolução Constitucionalista de 32. Rio de Janeiro: scp, sd.
- LINS, Alcides. A Revolução de São Paulo. Rio de Janeiro: scp, 1932.
- LOBO, Roberto Haddock. Pro Brasilia Fiant Eximia: a psicologia dos que combateram pela revolução. São Paulo: Bandeirantes, 1933. 179p.
- LOPES, Cid Corrêa. A Reconquista do Poder. Rio de Janeiro: scp, 1933.
- LOPES, Napoleão. Depois da Revolução Constitucionalista... rumo ao verdadeiro comunismo. São Paulo: scp, 1933.
- LOUREIRO JUNIOR. São Paulo Vencido? São Paulo: Rev. dos Tribunais, 1932. 162p. (ilust.)
- LUZ, Mário da & VAMPRÉ, Leven. Pigmeus de Piratininga. São Paulo: scp, 1935.
- MACHADO, José de Alcântara. A Ação da Bancada Paulista por São Paulo Unido. São Paulo: scp, 1935.
- MAGALHÃES, Clineu Braga. Diário de 32. Póstumo. São Paulo: scp, 1961.
- MAGALHÃES, Dario de Almeida. Páginas Avulsas. São Paulo: scp, 1961.
- MALUF, Nagiba M. Rezek. Revolução de 32: o que foi, por que foi. São Paulo: Edicon, 1986.
- MANSO, M. Costa. São Paulo e a Revolução: 1932. São Paulo: scp. 1977. 11p.
- MARQUES, José Sérgio, Turriani, Ocorrências da Revoluçção Constitucionalista de 1932 no Setor Sul, Botucatu-SP, Edição do Autor, 2008.
- MARQUES, Tenório Heliodoro da Rocha e OLIVEIRA, Odilon Aquino de. São Paulo Contra a Ditadura. São Paulo: Ismael Nogueira, 1933.
- MARTINS, José de B. Álbum de Família: 1932. São Paulo: Martins, 1954. 102p. (ilust.) (Reedição fac-similada em 1982 pelo Sistema Financeiro Haspa)
- MARTINS, Romeu. Revolução. Fortaleza: scp, 1933.
- MATOS, João Batista (general). São Paulo em seus Movimentos. slp, scp, sd.
- MEDEIROS, Mario Ferreira de. Alberto Torres e a Revolução de São Paulo. Rio de Janeiro: scp, sd.
- MEDEIROS, Maurício de. Outras Revoluções Virão. Rio de Janeiro: scp, 1932.
- MEDICI, Fernando Penteado. Trem Blindado. São Paulo: Acadêmica, 1933. 154p. (ilust.)
- MELLO, Arnon Afonso de Farias. São Paulo Venceu! Rio de Janeiro: Flores&Mano, 1933. 271p.
- MELO, Ascendino D’Avila (coronel). Desfazendo uma Injúria. Rio de Janeiro: scp, sd.
- MELO, Ascendino D’Avila (coronel). Movimento Paulista. Rio de Janeiro: scp, 1933.
- MELO, Luis Vieira de. Renda-se, Paulista. Lorena: scp, 1932.
- MELO, Pedro de. A Grande Guerra: episódio de um poema inédito. São Paulo: scp, 1933.
- MENDONÇA, Damião. A Revolução de São Paulo. Aracaju: scp, sd.
- MENDONÇA, Damião. Fatos e Coisas da Revolução. Aracaju: scp, 1932.
- MESQUITA FILHO, Julio de. Memórias de um Revolucionário. São Paulo: scp, 1956.
- MINAS, João de. Nos Misteriosos Subterrâneos de São Paulo. São Paulo: scp, 1936.
- MIRANDA, Alcibíades (coronel). A Rebelião de São Paulo. Curitiba: scp, 1934, 249p. v.2
- MIRANDA, Alcibíades (coronel). Justiça, Vanum Verbum... São Paulo: scp, 1933.
- MIRANDA, J. Veiga. O Voluntário da Santa Terezinha. São Paulo: scp, 1932.
- MOLINA, Constantino A. A Revolução no Setor de Ourinhos. slp, scp. sd. 23p.
- MONTEIRO, Mário, 1932 São Paulo - A máquina de Guerra, Edição do autor, sem data.
- MONTENEGRO, Benedito (org.). Cruzes Paulistas: os que tombaram em 32 pela glória de servir São Paulo. São Paulo: Campanha Pré-Monumento e Mausoléu ao soldado paulista de 32, 1936. 516p. (ilust.)
- MORAIS, Aurino. Minas na Aliança Liberal e na Revolução. Belo Horizonte: scp, 1933.
- MOREIRA, Albertino G. Os atos do Governo do Estado de São Paulo no período da Revolução Constitucionalista, em face do direito. São Paulo: scp, 1938.
- MOREIRA, Albertino G. Terra de Ninguém. Santos: scp, 1932.
- MORGAN, Arthur. Os Engenheiros de São Paulo em 1932: pela lei e pela ordem. São Paulo: O autor, 1934. 412p. (ilust.)
- MÓS, João. Boy Scouts Paulista: na revolução de São Paulo. São Paulo: Duprat, 1933. 56p.
- MOTA, Candido. São Paulo e a República. São Paulo: scp, 1935.
- MOURA, Hastinfilio de. Da Primeira à Segunda República. Rio de Janeiro: scp, 1936.
- MOURA, Jair Pinto de. A Fogueira Constitucionalista. São Paulo: Paulista, 1933. 188p.
- MOURA, Jair Pinto de. Depoimentos dos Revolucionários de 1932. São Paulo: scp, 1934.
- NEVES, João. Accuso. Rio de Janeiro: scp, 1933. 261p.
- NEVES, João. Memórias. Rio de Janeiro: scp, 1961. 2v.
- NEVES, João. Por São Paulo, e pelo Brasil. slp, scp, 1932.
- NOGUEIRA FILHO, Paulo de Almeida. Ideais e Lutas de um Burguês Progressista: a guerra cívica - 1932. Rio de Janeiro: José Olympio, 1965, 1966, 1967, 1971. 4 v.
- OLIVEIRA FILHO, Benjamim de. M.M.D.C. Rio de Janeiro: Schmidt, 1932. 193p.
- OLIVEIRA, Agenor Lopes de. Na Ilha das Flores: reminiscências da revolução paulista de 1932. Rio de Janeiro: Batista de Souza, 1933. 118p.
- OLIVEIRA, Benedito Fernandes de. Revolução Paulista de 1932. São Paulo: Rev. dos Tribunais, 1950. 132p. (ilust.)
- OLIVEIRA, Clóvis de. A Indústria e o Movimento Constitucionalista de 1932. São Paulo: Federação e Centro de Indústrias, 1956. 320p.
- ORTIZ, Lacerda. O que é São Paulo. São Paulo: O autor, 1932. 148p.
- OSÓRIO, Manoel. A Guerra de São Paulo, 1932: esboço crítico do maior movimento armado no Brasil. 2a ed. São Paulo: Americana, 1932. 192p.
- OSÓRIO, Manoel. O Brasil Unido ou o Separatismo Paulista. São Paulo: Piratininga, 1934. 146p.
- PACHECO, José de Assis. Revivendo 32: exumação de um diário de guerra. São Paulo: scp, 1954. 242p.
- PANNAIN, Luiz Cesar. A Cirurgia Odontológica de Campanha e a Classe Odontológica Bandeirante na Revolução Constitucionalista de 1932. slp, scp, sd.
- PAULA, Jorge de. O Fão: Revolução Constitucionalista de 32 em Soledade, Rio Grande do Sul. Rio de Janeiro: O Globo, 1935. 93p.
- PAULA, Lafayette Soares de. São Paulo um Ano Após a Guerra - 1932-1933. Rio de Janeiro: Calvino, 1934.
- PEREIRA, Antonio Batista. Diário da Capella. São Paulo: Saraiva, 1933.
- PEREIRA, Antônio Carlos. Folha Dobrada I: Documento e História do Povo Paulista - 1932. São Paulo: O Estado de S. Paulo, 1982. 559p.
- PIETCHER, Antonio (major). Álbum de Fotografias da Revolução Constitucionalista. São Paulo: scp, 1933. (ilust.)
- PILLA, Raul e outros. Ao Rio Grande do Sul, a São Paulo e à Nação. Buenos Aires: scp, 1933. 176p.
- PIMENTA, João Augusto de Mattos. A Epopéia Paulista, Rio de Janeiro: Ariel, 1933. 231p.
- PINTO, Sebastião A. Botucatuense no Setor Sul: 1932-1957. slp, scp, sd. 60p.
- PIRES, Cornélio. Chorando e Rindo: episódios e anedotas da guerra paulista. São Paulo: Nacional, 1933. 256p. (ilust.)
- PORTIERI, I. Brasil. O 9 de Julho. slp, scp, 1948. 16p.
- PRADO, J. F. de Almeida. São Paulo e a Revolução de 1932. Rio de Janeiro: scp, 1932.
- PUIGGARI, Umberto. Nas Fronteiras de Mato Grosso. São Paulo: scp, 1933.
- QUARTIM, Yone.O Mackenzie na Revolução de 32. São Paulo: Edicon, 1995. 167p. (ilust.)
- QUEIROS, Antero de. Um Chefe: subsídios para a história do Brasil no período de 1930-1937. Rio de Janeiro: scp, 1937. 230p.
- QUEIROZ, Augusto de Souza. Batalhão 14 de julho. São Paulo: scp, sd.
- QUINTELLA, Tarboux. 101 Dias no Departamento de Veículos do Estado de São Paulo. São Paulo: scp, 1932.
- RABELLO, Manoel. Pela Grandeza do Brasil. Entrevista concedida pelo coronel Rabello ao Correio da Manhã em 18/10/32. 2a ed. Rio de Janeiro: Imp. Nacional, 1932.
- RAMALHO, Horácio. A Revolução Paulista de 1932 e as Conseqüências Educacionais. Monografia de concurso para livre docente. Ribeirão Preto. Tip. Vallada, 1936. 100p.
- RAMOS, Agostinho. Recordações de 32 em Cachoeira e Sectores. São Paulo: Rev. dos Tribunais, 1947. 453p.
- RENARD, Antoine. São Paulo é Isso! São Paulo: Nacional, 1933. 212p.
- Revista Politécnica. São Paulo: Escola Politécnica, 1932.
- RIBEIRO NETO, P. Oliveira. Ao Herói Desconhecido, glorificação. São Paulo: scp, 1932.
- RIBEIRO NETO, P. Oliveira. Terra de glória. São Paulo: scp, 1932.
- RIBEIRO, José Angelo Gomes e BITTENCCURT, Mario Machado. Dois Bravos. Rio de Janeiro: Sauer, 1932. 68p.
- RIBEIRO, José. Sobre os Mosáicos do Inferno. Rio de Janeiro: Pongetti, 1933. 307p.
- ROCHA, Heliodoro Tenório Marques da e OLIVEIRA, Odilon Aquino de. São Paulo Contra a Ditadura. São Paulo: Ismael Nogueira, 1933.
- ROCHAM, Pedro (capitão). Revoluções Estéreis. São Paulo: scp, 1932.
- RODRIGUES, J. A Mulher Paulista no Movimento Pró-Constituinte. São Paulo: Rev. dos Tribunais, 1933. 189p.
- RODRIGUES, Lyssias. Gaviões de Penacho: a luta aérea paulista, de 1932. São Paulo: Rossolillo, 1934. 128p.
- SAGA: a grande história do Brasil. (Coleção) v. VI. São Paulo: Abril Cultural, 1981. (pp. 42-57) (ilust.)
- SALES FILHO. Beligerância e Separatismo. slp, scp, sd.
- SALES FILHO. São Paulo e a Federação. slp, scp, sd.
- SALGADO, Cesar. De João Ramalho a 9 de julho. São Paulo: scp, 1934.
- SALGADO, Plínio. O Cavaleiro de Itararé. São Paulo: Unitas, 1933. 452p.
- SAMPAIO, Morais. A Revolução em Piracicaba, scp, 1933.
- SANCHES, Valdir. São Paulo Surpreende: 1930-1936. IN: "São Paulo: 110 anos de industrialização - 1880-1990". São Paulo: Três, 1992. 240p. (ilust)
- SANTA CASA DE MISERICÓRDIA. Comissão da Campanha do Ouro. Relatório das Comissões de direção e executiva da campanha. São Paulo: Rev. dos Tribunais, 1948. 2v.
- SANTA ROSA, Virgínio. Desordem. Rio de Janeiro: scp, 1932.
- SANTOS, Amilcar Salgado dos. A Epopéia de São Paulo em 1932. São Paulo: scp, 1932. 154p.
- SANTOS, Ruy Barbosa Martins dos. Recordações e Aventuras de um Soldado de 32. slp, Danúbio, 1976. 46p. (ilust.)
- SARAIVA, João. Em Continência à Lei: episódios da Revolução Constitucionalista. São Paulo: O autor, 1933. 190p.
- SCHMIDT, Afonso. A Locomotiva: a outra face da revolução de 1932. 2a ed. São Paulo: Brasiliense, 1980. 130p. (romance)
- SERPA, Benito (capitão). General Júlio Marcondes Salgado. São Paulo: scp, 1950.
- SERVA, Mário Pinto. Diretrizes Constitucionais. São Paulo: scp, 1933.
- SERVA, Mário Pinto. Problemas da Constituinte. São Paulo: scp, 1933.
- SILVA FILHO, Eduardo. Marcha Patriótica. São Paulo: scp, 1932.
- SILVA, Hélio Ribeiro da. 1931: os tenentes no poder (1922-1934). 2a ed. Rio de Janeiro: Civilização Brasileira, 1972. 407p.
- SILVA, Helio Ribeiro da. 1932: a guerra paulista. Rio de Janeiro: Civilização Brasileira, 1967. 398p. (ilust.)
- SILVA, Herculano Carvalho e. (coronel). A Revolução Constitucionalista: subsídios para a sua história. Org. pelo Estado Maior da Força Pública de São Paulo. Rio de Janeiro: Civilização Brasileira, 1932. 444p. (ilust.)
- SILVA, Valentim Alves. Nove de julho. Guaratinguetá: São José, 1932. 111p.
- SILVA, Valentim. Batalhão Fernão Sales: setor sul. São Paulo: scp, 1933.
- SIMÕES, Auriphebo Berrance. Um Punhado de Nada: São Paulo – 1932 - Revolução. São Paulo: Brasiliense, 1979. 242p. (romance)
- SOARES, Gerson de Machado. O Contra-Torpedeiro Baleado. Episódios do bloqueio de Santos. Rio de Janeiro: Marisa, 1933. 229p.
- SOUZA, Manuel Otaviano Marcondes de. Fomos Vencidos? Rio de Janeiro: Renascença, 1933. 182p.
- SYLOS, Honório de. Itararé! Itararé! notas de campanha. São Paulo: José Olympio, 1933. 264p.
- TABORDA, Basílio (general). Alguns Episódios da Revolução Constitucionalista de São Paulo em uma carta aberta. Rio de Janeiro. Imp. do Exército. 1970. 49p.
- TENÓRIO, Heliodoro e OLIVEIRA, Odilon Aquino de (capitão). São Paulo Contra a Ditadura: da invasão revolucionária de 30 à queda do governo Waldomiro e nomeação do Dr. Armando Salles para a interventoria paulista. São Paulo: Ismael Nogueira, 1933. 330p.
- THIOLLIER, René. A República Rio-Grandense e a Guerra Paulista de 1932. São Paulo: Alarico, 1932. 205p.
- TOLEDO, Julio Fernando Sauerbron. A Revolução Constitucionalista: a cooperação da farmácia paulista e da União Farmacêutica no movimento de 1932. São Paulo: scp, 1962. 16p.
- VALLADARES, Benedicto. Tempos Idos e Vividos: memórias. Rio de Janeiro: Civilização Brasileira, 1966. 283p.
- VALLE, Roberto do. Rio Preto na Revolução de 32. São José do Rio Preto: Verso, 1982. 120p. (ilust.)
- VAMPRÉ, Leven. São Paulo Terra Conquistada. São Paulo: Paulista, 1932. 293p.
- VARGAS, Getúlio Dorneles. O Ano de 32: a revolução ao norte. In: "A nova política do Brasil". v.2. Rio de Janeiro: José Olympio, 1938.
- VARGAS, Getúlio Dorneles. Diário Pessoal. São Paulo/Rio de Janeiro: Siciliano/FGV, 1995. 1257p.
- VILLA, Marco Antonio. 1932: Imagens de uma revolução. São Paulo: IMESP, 2008. 208 p.
- WANDERLEY, Rubens de Menezes. As Bases do Separatismo. São Paulo: Paulista, 1932. 293p.
- WHITAKER, José Maria. Campanha do ouro para a vitória. São Paulo: Discurso, 1933.
- Estado e Capital Cafeeiro em São Paulo (1889-1930)
- WEFFORT, Francisco C.; QUIJANO, Aníbal. Populismo, marginalización y dependencia: ensayos de interpretación sociológica. [San José, Costa Rica]: EDUCA, 1973. 320 p. (Aula)
- LACLAU,Ernesto. Politica e ideologia na teoria marxista, capitalismo, fascismo e populismo. Rio de Janeiro: Paz e Terra, 1978. 204p ((Pensamento critico,26))